# Der Adler und die Elster

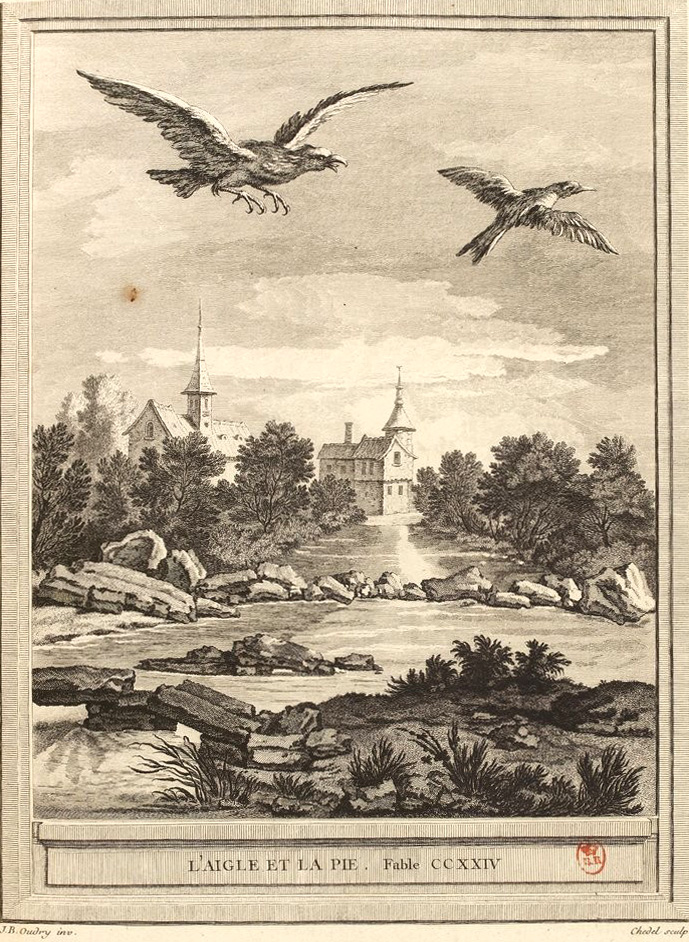
L'aigle et la pie

Der Adler und die Elster (französisch L'Aigle et la Pie) ist die elfte Fabel aus dem zwölften Buch der ersten Fabelsammlung von Jean de La Fontaine, die 1668 erstmals veröffentlicht wurde.
Der Adler und die Elster, die sich in Gemüt, Verstand, Sprache und Gefieder völlig unterscheiden, trafen einmal zufällig zusammen. Die Elster war ihm unterlegen und fürchtete sich vor ihm, aber der sattgefressene Adler beruhigte sie und schlug sogar vor, dass sie zusammen fliegen sollten, denn er langweilte sich und wollte sich amüsieren. Er gestattete ihr gnädig, ihn zu unterhalten. Aus der Not eine Tugend machend, begann die Elster zu schwatzen, was das Zeug hält, und bald fand der Adler sie unausstehlich. Daraufhin schickte er sie nach Hause, womit die Elster ihr Ziel erreicht hatte.

## Analyse
Obwohl keine direkte Anspielung auf Ludwig XIV. („Jupiter von Versailles“) gemacht wird, liegt die Vermutung nahe, dass La Fontaine auf die damaligen Verhältnisse bei Hof Ludwigs XIV. anspielte, wo es heuchlerisch zuging und eintönig um den alternden Monarchen geworden war.
La Fontaines Version unterscheidet sich von der Version Abstemius’ (1440–1508), wonach die Elster den Adler erfolglos um Aufnahme in seine Gesellschaft bat, wobei sie eindeutig dem Adler den Eindruck vermittelt, ihn erfreuen zu wollen, aber in Wirklichkeit ihn nur ärgern und somit seiner Gegenwart entkommen wollte.